# Sonata da chiesa
La sonata da chiesa è una composizione strumentale, generalmente per uno o due violini e basso continuo, che ha avuto origine nel periodo barocco, solitamente composta da quattro movimenti. Spesso sono impiegate più di una melodia e i movimenti sono ordinati in lento-veloce-lento-veloce riguardo al tempo. Il secondo movimento è usualmente un allegro fugato, e il terzo e quarto sono impostati in forma bipartita, i quali talvolta assomigliano alla sarabanda e alla giga.
Nonostante il nome, non si tratta propriamente di musica religiosa, ma piuttosto di musica destinata all'esecuzione in chiesa (comune all'epoca), sia nell'ambito di cerimonie che per concerti: si tratta però di rispettare il luogo consacrato dalla musica, il cui carattere profano non viene marcato.
Uno dei più grandi esponenti delle sonate da chiesa fu Arcangelo Corelli (1653-1713). Tra le sue migliori composizioni spiccano le dodici sonate da chiesa, op. 1; i primi 8 dei suoi dodici concerti grossi, op. 6 sono anch'essi sonate da chiesa. Un altro compositore che affrontò questo genere compositivo fu Giovanni Battista Bassani (1650-1716) il quale nel 1710 circa compose dodici sonate da chiesa. Sono in forma di sonata da chiesa le tre sonate per violino solo di Johann Sebastian Bach (1685-1750), come anche le prime cinque delle sue sei sonate per violino e clavicembalo obbligato e le prime due delle sue tre sonate per viola da gamba e clavicembalo obbligato.
Dopo il 1700 questo tipo di sonata tese a fondersi con la sonata da camera. Questa sonata da chiesa iniziò a passar di moda all'epoca di Joseph Haydn (1732-1809), tuttavia egli stesso compose alcuni pezzi in questo stile, come fece anche Wolfgang Amadeus Mozart (1756-1791) qualche anno più tardi.